# Henri Gilardoni
Henri Joseph Marcel Gilardoni (Parijs, 28 januari 1876 - Pargny-sur-Saulx, 21 mei 1937) was een Frans zeiler.
Gilardoni behaalde tijdens de Olympische Zomerspelen 1900 de titel in de 3-10 ton klasse.

## Resultaten

### Olympische Zomerspelen
| Jaar | Plaats | Resultaten      |
| ---- | ------ | --------------- |
| 1900 | Parijs | 3-10 ton klasse |